# Koloman Haličský
Koloman Haličský (maďarsky Kálmán, 1208? – 1241 Záhřeb) byl haličský kníže a slavonský vévoda z dynastie Arpádovců.

## Život

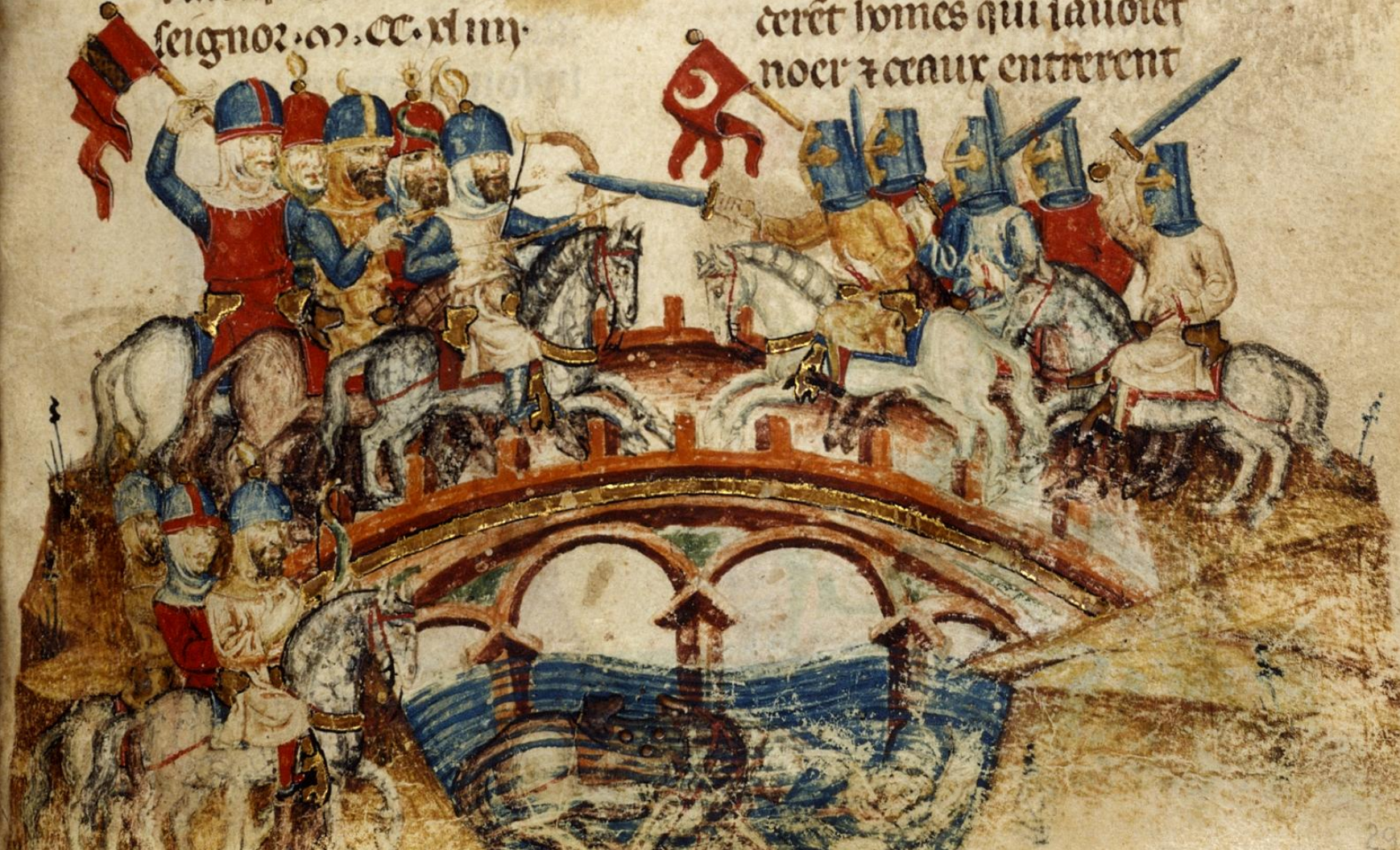
Bitva na řece Sajó (středověká miniatura)

Byl mladším synem uherského krále Ondřeje II. a Gertrudy z rodu Andechsů.
Zdá se, že již roku 1214 byl oženěn se Salomenou, dcerou Leška Bílého, otcova soupeře o ovládnutí Haliče.
| „                                                            | Nesluší se, aby v Haliči vládl bojar. Provdej mou dceru za svého syna Kolomana a dej mu vládu v Haliči... | “ |
| — Lešek Bílý králi Ondřejovi II. (Haličsko-volyňský letopis) | |   |

Mír dlouho nevydržel, Ondřej odebral Leškovi svěřená území, ten se spojil s novgorodským Mstislavem a společně napadli Halič. Roku 1219 se Mstislavovi dokonce podařilo Kolomana i s manželkou zajmout a jejich svoboda byla vykoupena sňatkem Kolomanova bratra Ondřeje s Helenou. Halič byla předána mladému Ondřejovi a Koloman se vrátil do Uher, kde mu otec svěřil vládu Slavonie, Chorvatska a Dalmácie.
Roku 1241 vpadli do Uher Tataři, vedení chánem Bátúem, jemuž král Béla IV. odmítl složit slib poslušnosti. Koloman se připojil k bratrovu vojsku a společně s ním se utkal s nájezdníky na řece Sajó.  V uherském vojsku vládlo přesvědčení, že Tataři ustoupí a nepřejdou most přes řeku a také se zde projevily rozpory mezi králem Bélou a nespokojenými magnáty. V okamžiku, kdy Tataři vypustili své šípy, se vojáci rozprchli na všechny strany a jediní, kdo se vzchopili k odporu, byl Koloman s templáři a vojskem arcibiskupa Ugrina.
| „                                                                 | ... když se ukazovalo, že umdlévají, podnikl králův bratr, kníže Koloman, spolu s družinou, kterou byl s to v takové změti shromáždit, velmi tvrdý útok na jednu část nepřátelského vojska a vytrval v boji skoro celý den. Měl totiž za to, že se mu dostane podpory od zbylé části vojska, ale v tom se velmi zklamal... | “ |
| — Rogerius (Žalostná píseň o zničení království uherského Tatary) | |   |

Velmistr templářů se svými rytíři v bitvě zahynul a Koloman společně s Ugrinem byli nuceni ustoupit.
Uhři byli na hlavu poraženi a přeživší se spasili útěkem. Koloman byl v bitvě těžce zraněn a na následky zranění poté v Záhřebu zemřel. Byl pochován v dominikánském klášteře v Ivaniči u Čazmy.
| „                         | A zničené bylo celé vojsko země. Krále zahnali až k moři, jeho bratra Kolomana zabili... | “ |
| — Spišskosobotská kronika |                                                                                          |   |